# Heaven and Earth (album, ProjeKct X)
Heaven and Earth je studiové album britské skupiny ProjeKct X, jednoho z vedlejších projektů skupiny King Crimson; vydáno bylo v roce 2000. Deska obsahuje skladby nahrané na studiových session během nahrávání alba The ConstruKction of Light ve StudioBelew. Dodatečné nahrávky byly pořízeny i v „Ade's Garage, Pat's Garage“ a „The Apartment“. Jedná se převážně o experimentální album, nad kterým dohlíželi Pat Mastelotto a Trey Gunn. Titulní skladba „Heaven and Earth“ byla vydána též jako bonus na desce The ConstruKction of Light.

## Seznam skladeb
Všechny skladby napsal(i) Robert Fripp, Adrian Belew, Trey Gunn a Pat Mastelotto. 
| Pořadí         | Název                         | Délka |
| -------------- | ----------------------------- | ----- |
| 1.             | The Business of Pleasure      | 2:44  |
| 2.             | Hat in the Middle             | 3:44  |
| 3.             | Side Window                   | 3:08  |
| 4.             | Maximizer                     | 6:29  |
| 5.             | Strange Ears (Aging Rapidly)  | 9:39  |
| 6.             | Overhead Floor Mats Under Toe | 5:46  |
| 7.             | Six O’Clock                   | 4:10  |
| 8.             | Superbottomfeeder             | 8:08  |
| 9.             | One E And                     | 3:07  |
| 10.            | Two Awkward Moments           | 1:10  |
| 11.            | Demolition                    | 7:08  |
| 12.            | Conversation Pit              | 2:11  |
| 13.            | Çin Alayı                     | 1:58  |
| 14.            | Heaven and Earth              | 8:19  |
| 15.            | Belew Jay Way                 | 5:02  |
| Celková délka: | Celková délka:                | 72:43 |

## Obsazení
- Robert Fripp – kytara, soundscapes
- Adrian Belew – kytara, elektronické bicí (ve skladbě „Side Window“)
- Trey Gunn – Warr guitar, barytonová kytara
- Pat Mastelotto – bicí, programování bicích